# Відносини Перу — Європейський Союз
Відносини між Перу та Європейським Союзом відносяться до міжнародних відносин між Республікою Перу та Європейським Союзом.

## Історія
Перу було колонією Іспанії до XIX століття, коли поселенці здобули незалежність. Під час війни на Тихому океані Перу розпочало свої відносини з Францією, будучи частиною оборони порту Кальяо.
З 15 березня 2016 року вони звільнені від візи для перуанців в Шенгенській зоні.

## Міжнародна політика
Президент Перу Алехандро Толедо Манріке вступив на посаду 28 липня 2001 року, він прагнув підтримувати зовнішні відносини Перу. Серед його планів було шукати підтримки Європейського Союзу (ЄС).
Перу є активним членом усіх організацій, членом яких воно є. Серед їхніх активів:
- Перуанець Хав'єр Перес де Куельяр був генеральним секретарем Організації Об'єднаних Націй
- Віктор Андрес Белаунде двічі був президентом Генеральної Асамблеї ООН
- Аллан Вагнер Тізон був генеральним секретарем Андського співтовариства
- Перу було головою Південноамериканської спільноти націй

## Економічні відносини
«Представництво Комісії ЄС у Перу» базується в місті Ліма, а також є штаб-квартирою ЄС для Андського співтовариства.

### ЗВТ
ЄС прагнув укласти угоду про вільну торгівлю з Андським співтовариством і особливо з Перу, оскільки Іспанія є провідним світовим інвестором в цю андську країну.
Угода про вільну торгівлю між Перу та Європейським Союзом розпочала переговори з 9 по 13 лютого 2009 року. 18 травня 2010 року було офіційно оголошено про завершення переговорів про укладення Угоди про вільну торгівлю з Європейським Союзом. 26 червня 2012 року в Брюсселі (Бельгія) був підписаний договір з Колумбією. Він набув чинності в Перу 1 березня 2013 року.

## Дипломатичне представництво
- Голова місії при Європейському Союзі
  - Гонсало Гутьєррес Рейнель
- Голова представництва Європейського Союзу в Перу
  - Ірен Хорейс
  - Дієго Мелладо Великдень
  - Гаспар Фронтіні (з 2021 р.)[4]